# 원인 없는 작용만 하는 마음
원인 없는 작용만 하는 마음(팔리어: ahetukakiriya-cittāni, ahetuka kiriya cittas, 영어: rootless functional consciousness)은 특히 상좌부의 교학과 아비담마에서 사용하는 용어로, 마치 심불상응행법처럼 과거의 업의 결과가 아니고 단지 "작용만 하는", 따라서 그 자체로서는 어떠한 업도 쌓지 않는, 인식과정에서 일어나는 다음의 총 3가지의 마음을 말한다.
1. 평온이 함께한 오문전향의 마음
2. 평온이 함께한 의문전향의 마음
3. 기쁨이 함께한 미소 짓는 마음

단지 작용만 하는 마음에는 원인 없는, 즉 뿌리가 없는, 즉 3불선근도 3선근도 없는 마음도 있고, 원인 있는 즉  뿌리가 있는 즉 3선근이 있는 마음(참고로, 작용만 하는 마음 중 3불선근이 있는 마음은 없다)도 있는데 이 3가지의 마음은 전자의 "원인 없는" 마음에 해당한다.
기본적으로, 뿌리(3선근과 3불선근)가 없는 것은 업(선업과 악업)을 쌓는 원인이 되지 않고 반대로 뿌리가 있는 것은 업을 쌓는 원인이 된다. 그런데 뿌리가 있으면서 업을 쌓지 않는 것이 있는데 그것은 붓다나 아라한이 선한 행위를 할 때 함께하는 마음이다. 붓다나 아라한의 선한 행위는 거기에 3선근이 있지만 후유를 낳을 어떠한 단서 즉 어떠한 갈애도 없기 때문에 그 행위가 끝나면 업을 쌓지 않고 바로 소멸한다. 붓다나 아라한의 선하지도 불선하지도 않는 행위는 그 자체가 무기이므로 업을 쌓지 않는다. 붓다나 아라한이 불선한 행위를 하는 경우는 없다. 이런 이유로, 작용만 하는 마음 중에는 3불선근이라는 원인이 있는 마음은 없다.       
원인 없는 작용만 하는 마음은 다음의 분류 또는 체계에 속한다.
- 욕계 · 색계 · 무색계 · 출세간에 속한 89 또는 121가지 마음
  - 욕계 마음 54가지
    - 욕계의 해로운 마음  12가지
    - 욕계의 원인 없는 마음 18가지
      - 해로운 과보의 마음 7가지
      - 원인 없는 유익한 과보의 마음  8가지
      - 원인 없는 작용만 하는 마음 3가지

    - 욕계의 아름다운 마음 24가지

- 작용만 하는 마음 20가지
  - 욕계 마음의 원인 없는 마음 중 원인 없는 작용만 하는 마음 3가지 一 누적 3가지
  - 욕계 마음의 욕계의 아름다운 마음 중 욕계 작용만 하는 마음 8가지 一 누적 11가지
  - 색계 마음의 색계 작용만 하는 마음 5가지 一 누적 16가지
  - 무색계 마음의 무색계 작용만 하는 마음 4가지 一 누적 20가지

## 오문전향의 마음과 의문전향의 마음
상좌부의 아비담마에 따르면 오문전향(五門轉向)의 마음과 의문전향(意門轉向)의 마음은 인식과정에서 필요한 작용만 하는 마음이다. 이 두 마음의 명칭은 '전향(轉向, 팔리어: āvajjana, 영어: adverting)' 이후의 마음의 흐름을 대상으로 향하게 하는 작용을 하는 것에 초점을 맞추어 붙여진 것이다. 오문전향의 마음은 의근 즉 '18계 중 의계'에 속한 유형의 마음이고, 의문전향의 마음은 의식 즉 제6의식 즉 '18계 중 의식계'에 속한 유형의 마음이다. 의근과 의식은 7심계(즉, 크게 보아, 마음)에 속한다.
감각적 대상, 즉, 6경 중 색경(색깔·모양) · 성경(소리) · 향경(냄새) · 미경(맛) · 촉경(감촉)의 5경에 속한 대상인 경우 인식과정에서 오문전향의 마음과 의문전향의 마음이 둘 다 작용한다. 감각적 대상이 5근 앞에 나타났을 때 오문전향의 마음이 일어나서 이후의 마음의 흐름을 그 감각적 대상으로 향하게 한다. 예를 들어, 시각적 대상(색경)이 눈(안근) 앞에 나타나면 오문전향의 마음이 일어나서 다음 찰나에 발생할 안식(눈의 알음알이, 시각적 앎)을 그 대상으로 향하게 한다. 그리고 이 경우, 즉, 인식대상이 감각적 대상인 경우, 인식과정의 이후 단계들 중 하나에서 발생하는 의문전향의 마음은 '의문전향의 마음'이라 불리지 않고 '결정하는 마음'(팔리어: votthapanacitta, 영어: determining consciousness)이라는 다른 이름으로 불린다. 즉, 이 인식과정의 이 단계에서 작용하는 의식 즉 제6의식이 대상에 대해 전향의 작용을 하는 것이 아니라 대체적인 판단을 내리는 작용을 하기에 의문전향의 마음이라 부르지 않고 결정하는 마음이라 부른다.
정신적 대상, 즉, 6경 중 법경(존재·현상)에 속한 대상인 경우 인식과정에서 오문전향의 마음은 작용하지 않고 의문전향의 마음만 작용한다. 즉, 정신적 대상이 의근 앞에 나타났을 때 의문전향의 마음(제6의식)이 일어나서 이후의 마음의 흐름을 그 정신적 대상으로 향하게 한다.

## 인식과정
오문전향의 마음과 의문전향의 마음은 새로운 선업(유익한 업)이나 불선업(해로운 업)을 만들지 않고 인식과정에서 작용만 하는 마음이다.
감각적 대상의 인식과정, 즉, 전5식의 대상 즉 색경 · 성경 · 미경 · 향경 · 촉경이 해당하는 근 즉 안근 · 이근 · 비근 · 설근 · 신근 앞에 나타날 때의 인식과정 중 초기 6단계는 아비담마에 따르면 다음과 같다. 초기 6단계를 통해 그 감각적 대상을 대략적으로 인식하며, 그 감각적 대상을 세부적으로 명확히 인식하기까지에는 이후 여러 단계가 더 진행된다.
1. 색경(색깔과 모양) 즉 '18계 중 색계'에 속한 한 감각적 대상이 눈(안근) 즉 '18계 중 안계' 앞에 나타난다.
2. 오문전향의 마음 즉 의근 즉 '18계 중 의계'가 일어나서 이후의 마음의 흐름, 즉, 이 경우에는 안식의 흐름이 그 감각적 대상으로 흐르게 한다.
3. 안식 즉 '안근의 알음알이' 즉  '눈의 알음알이' 즉 '18계 중 안식계'가 감각적 대상을 본다. 즉, 안식이 자신의 본질인 봄 즉 '보는 작용'을 행한다.
4. 받아들이는 마음 즉 의근 즉 '18계 중 의계'가 일어나서 바로 앞 단계에서 발생한 식의 대상, 즉, 여기서는 안식의 대상, 즉, 감각적 대상을 받아들인다.
5. 조사하는 마음 즉 의식 즉 제6의식 즉 '의근의 알음알이' 즉 '18계 중 의식계'가 일어나서 감각적 대상을 조사한다.
6. 의문전향의 마음 즉 의식 즉 제6의식 즉 '의근의 알음알이' 즉 '18계 중 의식계'가 일어나서 그 감각적 대상이 좋은지 나쁜지 결정한다. 이 때의 의문전향의 마음을 다른 이름으로는 결정하는 마음이라고 한다. 즉, 이 단계에서 그 감각적 대상을 대략적으로 알게 된다. 즉, 대략적인 인식이 발생한다. 이 인식과 더불어 이 단계에서 느낌이 고수 · 낙수 · 불고불락수의 3수 중 하나로 확정된다. 또는, 보다 세밀하게는, 고수 · 낙수 · 희수 · 우수 · 사수의 5수 중 하나로 확정된다. 의문전향의 마음 그 자체는 언제나 사수와 함께하지만 이후의 마음은 확정된 느낌과 함께한다.
7. 이후 그 감각적 대상을 세부적으로 명확히 인식하기까지의 여러 단계가 진행된다.

정신적 대상의 인식과정, 즉, 정신적 대상이 의근 즉 '18계 중 의계' 앞에 나타날 때의 초기 2단계는 다음과 같다. 이후 그 정신적 대상을 세부적으로 명확히 인식하기까지에는 여러 단계가 더 진행된다.
1. 법경 즉 '18계 중 법계'에 속한 한 정신적 대상이 의근 즉 '18계 중 의계' 앞에 나타난다.
2. 의문전향의 마음 즉 의식 즉 제6의식 즉 '의근의 알음알이' 즉 '18계 중 의식계'가 일어나서  이후의 마음의 흐름, 즉, 이 경우에는 의식의 흐름 즉 제6의식의 흐름이 그 정신적 대상으로 흐르게 한다. 이 단계에서 느낌이 고수 · 낙수 · 불고불락수의 3수 하나로 확정된다. 보다 정확히는,  고수 · 낙수 · 희수 · 우수 · 사수의 5수 중 정신적 느낌인 희수 · 우수 · 사수 중 하나로 확정된다. 의문전향의 마음 그 자체는 언제나 사수와 함께하지만 이후의 마음은 확정된 느낌과 함께한다.
3. 이후 그 정신적 대상을 세부적으로 명확히 인식하기까지의 여러 단계가 진행된다.

## 미소 짓는 마음
미소 짓는 마음은 욕계에 존재하는 붓다나 아라한에게서만 일어나는 것으로, 그들이 증득한 깨달음으로 인해 깨달음 이전에는 고(苦)와 집(集)이였던 욕계의 사물에 의해 더 이상 휘둘리지 않는 상태에 도달함에 따라 욕계의 대상에 대해 즐거운 정신적 느낌[喜受]과 더불어 미소 짓는 마음이다. (참고: 염화미소)

## 평온과 기쁨
불교에 따르면, 모든 마음은 반드시 느낌과 함께한다. (참고: 대지법, 변행심소)
오문전향의 마음은  감각적 대상이 나타났을 때만 일어나는 마음으로, 감각적 대상에 대해 전향의 작용만 하는 마음이기에 평온 즉 불고불락수(괴롭지도 즐겁지도 않은 느낌)와 함께한다.
의문전향의 마음은 감각적 대상의 경우, 판단하는 작용을 하는 마음인데 이 때의 판단이란 대상이 괴로운 것인지, 즐거운 것인지 또는 괴롭지도 즐겁지도 아닌지에 대한 판단이 내려지는 것을 말한다. '판단을 한다'는 것은 이제야 판단한다는 것이므로, 즉, 아직 판단이 내려지기 이전의 상태이므로 평온 즉 불고불락수와 함께한다. 정신적 대상의 경우, 의문전향의 마음은 전향의 작용만 하는 마음이기에 평온 즉 불고불락수(괴롭지도 즐겁지도 않은 느낌)와 함께한다.
미소 짓는 마음은 깨달음을 증득한 붓다나 아라한이 이제는 욕계의 대상을 정신적 괴로움 즉 우수가 아닌 정신적 즐거움과 더불어 미소 짓는 것이므로 정신적 즐거운 느낌 즉 기쁨 즉 희수와 함께한다.

## 같이 보기
- 작용만 하는 마음